# Argentinische Fußballnationalmannschaft der Frauen/Olympische Spiele
Der Artikel beinhaltet eine ausführliche Darstellung der argentinischen Fußballnationalmannschaft der Frauen bei den Olympischen Sommerspielen. Die Argentinierinnen nahmen einmal am Turnier der Frauen teil und konnten noch nicht an die Erfolge der Männer anknüpfen, deren Olympiamannschaft zweimal die Goldmedaille gewonnen hat.

## Die Nationalmannschaft bei den Olympischen Spielen

### Übersicht
| Olympische Spiele in | Teilnahme bis …    | Gegner                     | Ergebnis | Trainer             | Bemerkungen und Besonderheiten |
| -------------------- | ------------------ | -------------------------- | -------- | ------------------- | --- |
| Atlanta 1996         | nicht qualifiziert |                            |          |                     | Da Argentinien nicht für die WM 1995 qualifiziert war, konnte sich die Mannschaft nicht für die Olympischen Spiele qualifizieren. |
| Sydney 2000          | nicht qualifiziert |                            |          |                     | Da Argentinien nicht für die WM 1999 qualifiziert war, konnte sich die Mannschaft nicht für die Olympischen Spiele qualifizieren. |
| Athen 2004           | nicht qualifiziert |                            |          |                     | Bei der Südamerikameisterschaft 2003 als Zweiter die Qualifikation verpasst                                                       |
| Peking 2008          | Vorrunde           | Kanada, Schweden, VR China | –        | José Carlos Borello | Als Gruppenletzte ausgeschieden                                                                                                   |
| London 2012          | nicht qualifiziert |                            |          |                     | Bei der Südamerikameisterschaft 2010 als Vierter die Qualifikation verpasst                                                       |
| Rio de Janeiro 2016  | nicht qualifiziert |                            |          |                     | Bei der Südamerikameisterschaft 2014 als Vierter die Qualifikation verpasst                                                       |
| Tokio 2020           | nicht qualifiziert |                            |          |                     | Bei der Südamerikameisterschaft 2018 als Dritter die Qualifikation verpasst                                                       |
| Paris 2024           | nicht qualifiziert |                            |          |                     | Im Halbfinale der Copa América der Frauen 2022 an Kolumbien gescheitert.                                                          |

## Die Turniere

### Olympia 1996 in Atlanta
Für das erste olympische Fußballturnier der Frauen waren neben Gastgeber USA nur die weiteren sieben besten Mannschaften der WM 1995 bzw. Brasilien für die nicht startberechtigten Engländerinnen qualifiziert. Da Argentinien als Zweiter der Südamerikameisterschaft 1995 nicht für die WM qualifiziert war, konnte sich die Mannschaft nicht für die Olympischen Spiele qualifizieren.

### Olympia 2000 in Sydney
Für das zweite olympische Turnier waren neben dem Gastgeber wieder nur die sieben besten Mannschaften der WM 1999 qualifiziert. Da Argentinien auch den Heimvorteil bei der Südamerikameisterschaft 1998 nicht nutzen konnte, war die Mannschaft wieder nicht für die WM qualifiziert und konnte sich daher erneut nicht für die Olympischen Spiele qualifizieren.

### Olympia 2004 in Athen
Für die Spiele 2004 hatte sich auch Buenos Aires beworben, war aber bei der entscheidenden Abstimmung bereits in der ersten Runde ausgeschieden. Daher musste sich die Mannschaft der Argentinierinnen für das dritte olympische Frauenfußballturnier über die Fußball-Südamerikameisterschaft der Frauen 2003 qualifizieren, die als direkte Qualifikation galt. Argentinien belegte aber hinter den Brasilianerinnen wieder nur den zweiten Platz. Damit waren sie zwar erstmals für eine WM qualifiziert, da Südamerika nun zwei Startplätze zustanden, für die Olympischen Spiele war aber nur der Südamerikameister qualifiziert.

### Olympia 2008 in Peking
Für das Turnier in Peking galt die Fußball-Südamerikameisterschaft der Frauen 2006 als Qualifikationsturnier und der Südamerikameister qualifizierte sich für Peking. Da Argentinien in der Finalrunde überraschend das letzte Spiel gegen Brasilien mit 2:0 gewann, war Argentinien direkt qualifiziert. Brasilien konnte sich aber noch durch ein Playoffspiel gegen den Zweiten der Afrika-Qualifikation, die Mannschaft aus Ghana qualifizieren.
Zum Turnier-Auftakt verlor die Mannschaft gegen Kanada mit 1:2, wobei Ludmila Manicler das erste olympische Tor für die Argentinierinnen erzielte. Auch gegen Schweden zogen sich die Südamerikanerinnen bei der 0:1-Niederlage achtbar aus der Affäre. Mit einem 0:2 gegen China vor mehr als 50.000 Zuschauern (31.492 laut offiziellem Bericht) – der vermutlich höchsten Zuschauerzahl bei einem Spiel der Argentinierinnen – verloren sie dann aber auch das letzte Spiel, wobei Florencia Quiñones ein Eigentor unterlief und die endgültige Entscheidung erst in der 90. Minute durch Gu Yasha, die bisher jüngste Torschützin fiel. Als Gruppenletzter schieden die Argentinierinnen damit aus. Immerhin hatten sie deutlich weniger Tore kassiert als bei der WM ein Jahr zuvor, wo sie 18 Gegentore kassiert hatten.

### Olympia 2012 in London
Wie vier Jahre zuvor galt wieder die Fußball-Südamerikameisterschaft als Qualifikationsturnier und diesmal standen den Südamerikanerinnen zwei direkte Startplätze zu. Aber diesmal konnte Argentinien in der Finalrunde kein Spiel gewinnen und belegte nur den vierten Platz. Entscheidend war ein 0:1 im letzten Spiel gegen Kolumbien, das sich als Vizemeister damit erstmals für die Olympischen Spiele qualifizierte.

### Olympia 2016 in Rio de Janeiro
Für das Turnier in Rio de Janeiro war die Südamerikameisterschaft von 2014 die entscheidende Hürde. Zwar konnte Argentinien in der Vorrunde Brasilien mit 2:0 bezwingen, in der Finalrunde wurde aber wieder kein Spiel gewonnen, so dass erneut nur der vierte Platz heraussprang.

### Olympia 2020 in Tokio
Für das Turnier in Tokio war die Copa América der Frauen 2018 die entscheidende Hürde.
Argentinien überstand zwar die Vorrunde, in der Finalrunde wurde aber nur ein Spiel gewonnen und der dritte Platz belegt, der nicht für die Qualifikation ausreichte.

### Olympia 2024 in Paris
Für das Turnier in Paris war die Copa América der Frauen 2022 die entscheidende Hürde.
Argentinien überstand zwar die Vorrunde, in der K.-o-Runde wurde aber im Halbfinale gegen Kolumbien verloren und da nur die beiden Finalisten für die Olympischen Spiele qualifiziert sind, finden diese ohne Argentinien statt.

## Statistiken

### Bilanz gegen die Olympiasieger bei Olympischen Spielen
- Deutschland: 0 Spiele
- Kanada: 1 Spiel – 1 Niederlage – 1:2 Tore
- Norwegen: 0 Spiele
- USA: 0 Spiele

## Spiele
Argentinien bestritt bisher drei Spiele bei den Olympischen Spielen – alle wurden verloren.
Die Argentinierinnen spielten einmal gegen den Gastgeber, nie gegen den späteren Olympiasieger oder Titelverteidiger. Nur ein Spiel war das bisher erste gegen den jeweiligen Gegner.
Argentinien spielte bisher gegen Mannschaften von drei anderen Konföderationen, aber bisher gegen keinen Meister und traf bisher nicht auf den amtierenden Weltmeister.
Die meisten Spiele bestritten 13 Spielerinnen, die in den bisherigen drei Spielen eingesetzt wurden. Das bisher einzige Tor erzielte Ludmila Manicler.
| Nr. | Datum      | Ergebnis | Gegner              | Austragungsort    | A/H/* | Anlass       | Bemerkung                   |
| --- | ---------- | -------- | ------------------- | ----------------- | ----- | ------------ | --------------------------- |
| 1   | 06.08.2008 | 1:2      | Kanada*             | Tianjin (CHN)     | *     | Gruppenspiel |                             |
| 2   | 09.08.2008 | 0:1      | Schweden            | Tianjin (CHN)     | *     | Gruppenspiel | Erstes Spiel gegen Schweden |
| 3   | 12.08.2008 | 0:2      | Volksrepublik China | Qinhuangdao (CHN) | A     | Gruppenspiel |                             |

## Rekorde
Die argentinische Mannschaft kassierte nur gegen ein Land ihre höchste Niederlage bei Olympischen Spielen:
- Schweden 0:1 Vorrunde 2002 – einziges Spiel gegen Schweden